# 장산절
| 오르도비스기                 | 전기       | 트레마독절 | 이후         |
| 캄브리아기                   | 푸룽세     | 제10절     | 485.4 489.5- |
| 캄브리아기                   | 푸룽세     | 장산절     | 489.5 494.0- |
| 캄브리아기                   | 푸룽세     | 파이비절   | 494.0 497.0- |
| 캄브리아기                   | 먀오링세   | 구장절     | 497.0 500.5- |
| 캄브리아기                   | 먀오링세   | 드럼절     | 500.5 504.5- |
| 캄브리아기                   | 먀오링세   | 우류절     | 504.5 509.0- |
| 캄브리아기                   | 제2세      | 제4절      | 509.0 514.0- |
| 캄브리아기                   | 제2세      | 제3절      | 514.0 521.0- |
| 캄브리아기                   | 테르뇌브세 | 제2절      | 521.0 529.0- |
| 캄브리아기                   | 테르뇌브세 | 포츈절     | 529.0 541.0- |
| 에디아카라기                 |            |            | 이전         |
| IUGS의 캄브리아기 시대 구분. |            |            |              |

장산절(Jiangshanian)은 푸룽세의 두 번째 절이다. 파이비안절(Paibian Stage)을 따라가며, 아직 이름이 알려지지 않은 캄브리아절 10으로 이어진다. 이것의 토대는 4억 9400만 년 전으로 추정되는 삼엽충인 아그노스토테스 오리엔탈리스(Agnostotes orientalis)가 처음 나타난 것으로 정의된다. 장샨절은 대략 4억 8950만년 전까지 지속되었다.
장산절은 GSSP가 정의된 중국 저장성 도시인 장산시의 이름을 따서 명명되었다.